# 御船町立御船中学校
御船町立御船中学校（みふねちょうりつ みふねちゅうがっこう）は、熊本県上益城郡御船町にある町立中学校。

## 沿革
- 1947年4月1日 - 熊本県上益城郡御船町小坂村学校組合立御船中学校を開校。熊本県上益城郡木倉村・高木村学校組合立木倉中学校を開校。
- 1950年10月24日 - 統合し御船町外三ヶ村中学校組合立御船中学校を開校。
- 1955年1月1日 -御船町立御船中学校と改称。
- 1970年4月1日 - 甲佐町立緑川中学校の一部を統合。
- 2001年4月1日 - 御船町立滝水中学校を統合。
- 2007年4月1日 - 御船町立七滝中学校を統合。
- 2013年4月1日 - 袴野中学校を統合。

## 部活動

### 運動部
- バレーボール部（男・女）
- バスケット部（男・女）
- 剣道部（男・女）
- 柔道部（男・女）
- サッカー部（男）
- ソフトテニス部（男・女）
- 硬式テニス部（男・女）
- 卓球部（男・女）
- 野球部（男）
- 陸上部（男・女）

## 文化部
- 吹奏楽部（男・女）
- 美術部（男・女）
- ものづくり部（男・女）